# Åtvids landskommun
Åtvids landskommun var en tidigare kommun i Östergötlands län.

## Administrativ historik
När 1862 års kommunalförordningar trädde i kraft inrättades i Åtvids socken i Bankekinds härad i Östergötland denna kommun.
I landskommunen inrättades 30 maj 1902 municipalsamhället Åtvidabergs municipalsamhälle. 1 januari 1947 (enligt beslut 18 oktober 1946) ombildades landskommunen till Åtvidabergs köping varvid municipalsamhället upplöstes.
1971 ombildades köpingen till Åtvidabergs kommun.

## Politik

### Mandatfördelning i Åtvids landskommun 1938-1942
| 23 | 5 | 2 |

| 28 |

| 2 | 21 | 5 | 2 |

| 28 |